# Ficus carica
Il fico comune (Ficus carica L., 1753) è un albero da frutto  dei climi subtropicali temperati appartenente alla famiglia delle Moraceae, del quale rappresenta la specie più nordica; produce il frutto (più propriamente l'infruttescenza) detto fico.

## Storia
L'epiteto specifico carica fa riferimento alle sue origini che vengono fatte risalire alla Caria, regione dell'Asia Minore. Testimonianze della sua coltivazione si hanno già nelle prime civiltà agricole di Palestina ed Egitto, da cui si diffuse successivamente in tutto il bacino del Mediterraneo. Se per definizione è detto "Fico Mediterraneo", si considera originario e comune delle regioni delle aree meridionali caucasiche, e del Bassopiano turanico meridionale.
Solo dopo la scoperta dell'America il fico si diffuse in quel continente, in seguito in Sudafrica, per i contatti con l'Oriente si diffuse in Cina e in Giappone; infine giunse in Australia.

## Etimologia
Il termine fico, usato per il frutto dell'albero del fico, si rileva in quasi tutti i dialetti italiani, spesso nel Meridione e nell'Arcipelago toscano declinato al femminile (fica), ed è portatore di una forte connotazione sessuale corrispondente all'attributo genitale femminile. I riferimenti letterari basati su tale parallelo sono innumerevoli. Il termine - annotato con il significato di attributo genitale femminile già da Aristotele (350 a. C.) - deriva dal siriano (fenicio) pequ, e questo dal precedente accadico pīqu, ovvero sīqu (m.) (2300 a. C), sostantivo per l'attributo sessuale femminile (nel senso di varco, fessura).
Quindi il nome del frutto è attribuito per analogia.
Nelle regioni della Asia Minore, Turchia, Ucraina, Russia, Caucaso ed asiatiche, dal Bassopiano Turanico, fino all'Afghanistan è detto, come nome proprio. Incjir, (Ancjir, Incir, Encir).

## Descrizione

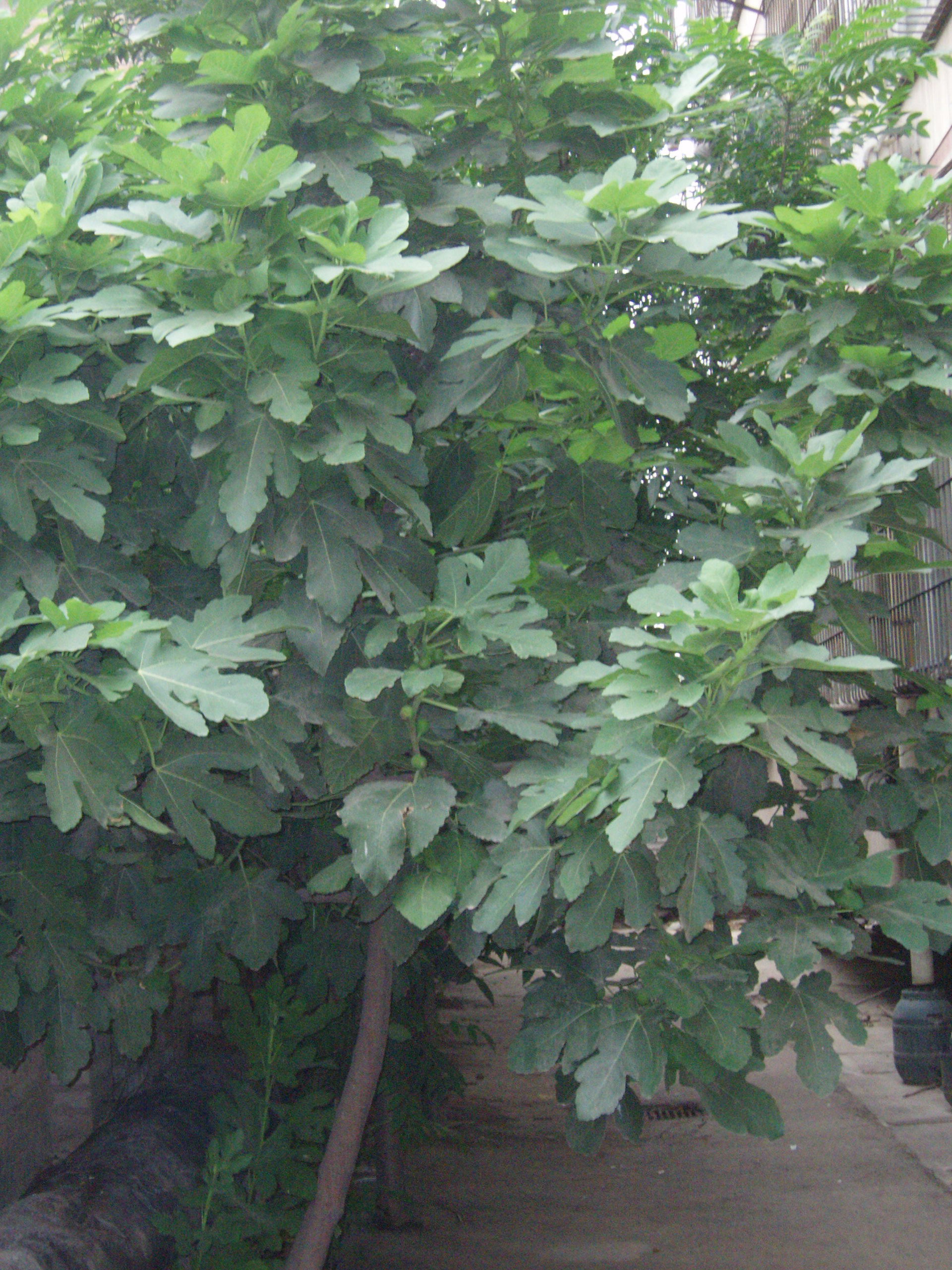
Giovane esemplare di fico

Il fico è una pianta xerofila ed eliofila, è longevo e può diventare secolare, anche se è di legno debole e può essere soggetto ad infezioni fatali; è caducifoglia e latifoglia. È un albero dal fusto corto e ramoso che può raggiungere altezze di 6–10 m; la corteccia è finemente rugosa e di colore grigio-cenerino; la linfa è di un bianco latte; i rami sono ricchi di midollo con gemme terminali acuminate coperte da due squame verdi, o brunastre.
Le foglie sono grandi, scabre, oblunghe, grossolanamente lobate a 3-5 lobi, di colore verde scuro sulla parte superiore, più chiare ed ugualmente scabre sulla parte inferiore.
Quello che comunemente viene ritenuto il frutto è in realtà una  infruttescenza di medie dimensioni, carnosa, piriforme, ricca di zuccheri a maturità, detta siconio di colore variabile dal verde al rossiccio fino al bluastro-violaceo, cava, all'interno della quale sono racchiusi i fiori unisessuali, piccolissimi; una piccola apertura apicale, detta ostiolo, consente l'entrata degli imenotteri pronubi; i veri frutti, che si sviluppano all'interno dell'infiorescenza (che diventa perciò un'infruttescenza), sono numerosissimi piccoli acheni. La polpa che circonda i piccoli acheni è succulenta e dolce, e costituisce la parte edibile.

## Sessualità del fico
La specie ha due forme botaniche che possono essere definite come piante maschio e piante femmina, dato che la prima o caprifico costituisce l'individuo che produce il polline con frutti non eduli, mentre la seconda o fico vero è la pianta femmina che produce frutti commestibili con i semi contenuti all'interno.
La distinzione botanica è molto più complessa, dato che in realtà il caprifico ha nel frutto parti complete sia per la parte femminile (ovari adatti a ricevere il polline) che per la parte maschile (che produce polline); la parte femminile è però modificata da un microscopico insetto (Blastophaga psenes) che vive negli ovari (modificati in galle) e quindi per questo la parte femminile è sterile. La pianta di caprifico, a causa dell'insetto, svolge quindi esclusivamente (o quasi) una funzione maschile, producendo polline (presso l'apertura del siconio) e facendolo trasportare dall'insetto che alleva; solo le femmine della vespa sciamano fuori dal frutto portando con sé il polline. Il frutto del caprifico non è commestibile: non è succulento e neppure dolce.
Il fico vero o fico edule riceve invece il polline e quindi matura i semi che sono botanicamente acheni, ovvero quei piccoli granellini che si trovano all'interno del frutto.
Inoltre l'uomo ha selezionato una grande varietà di fichi commestibili a possibile maturazione "partenocarpica", che avviene perciò anche se non è avvenuta la fecondazione (in tal caso i granellini dei semi sono vuoti).
La maggior parte dei fichi coltivati dall'uomo sono di questo tipo, o meglio sono detti permanenti dato che permangono sulla pianta anche se non sono fecondati, questo per distinguerli dai caduchi che in assenza di fecondazione cadono al suolo immaturi. La condizione del fico vero di essere "possibilmente" partenocarpico non esclude però comunque la fecondazione che rimane sempre possibile in presenza dell'insetto. Nei fatti con un minimo di attenzione si può notare, all'interno della stessa fruttificazione di fichi partenocarpici, differenze sostanziali di forma, colore, struttura interna, e soprattutto presenza di semi pieni all'interno dei frutti che possono segnalare una possibile avvenuta fecondazione anche se gli alberi di caprifico non sono nei pressi. Essi sono spesso in terreni incolti ed abbandonati, e il microscopico insetto può giungere, aiutato dal vento, anche da diversi chilometri di distanza.
La condizione di fico partenocarpico è comunque importante, dato che permette di avere frutti anche dove l'insetto non esiste (l'insetto infatti non sopravvive a temperature invernali inferiori ai −9 °C); la pianta di fico in ambiente caldo, secco e con buona lignificazione della vegetazione in estate può invece sopravvivere agevolmente, mentre in inverno sopporta temperature di −17, −18 °C, in tal caso si estende notevolmente la possibilità di coltivazione del fico da frutto in climi invernali più freddi.
Alcune tra le varietà più pregiate di fico sono caduche, cioè devono essere obbligatoriamente fecondate, (come la varietà turca Smirne), e sono coltivate solo dove la presenza del ciclo vitale della Blastophaga è assicurato in maniera perfetta; per contro la fecondazione di alcune varietà partenocarpiche (sempre possibile) può non essere desiderata, dato che i frutti prodotti in tal caso (con buccia spessa ed a polpa più asciutta) possono essere meno graditi in caso di particolari utilizzi, come ad esempio per l'essiccazione.
Non sono mai stati individuati i siti cromosomici deputati alla differenziazione sessuale in Ficus carica; quindi non è conosciuta una qualsiasi eterosomia sessuale. Si ritiene che la differenziazione sia dovuta alla presenza/espressione di singoli geni.
Dal punto di vista genetico si manifesta un'evidente dominanza genetica da parte del genotipo maschile per quanto riguarda la espressione della partenocarpia nella prole, cioè: solo un individuo maschile evidentemente partenocarpico, produce prole di questo tipo.

## Partenocarpia e partenogenesi
La partenocarpia è la condizione di produrre frutti senza impollinazione, ma senza semi fertili. La partenogenesi è la produzione di semi fertili partenogenetici, cioè ottenuti senza impollinazione. I semi prodotti in tal caso non sono prodotti da gamia, ma piuttosto sono semi clonali generati unilateralmente da una pianta.
Questo fenomeno, pur non comune in botanica, è segnalato come possibilità anche per il fico, specie in varietà realmente selvatiche di recente reintroduzione dalle regioni originarie (bassopiano Turanico). La segnalazione proviene dalla constatazione di presenza di semi fertili in frutti di piante locate in luoghi e condizioni dove la impollinazione naturale è ritenuta impossibile.

## L'insetto impollinatore
L'insetto impollinatore è l'imenottero agaonide Blastophaga psenes (la "vespa" del fico): le femmine gravide sciamano dal "frutto" del caprifico per deporre le proprie uova in ovari di altri frutti di fico.
L'azione avviene indiscriminatamente in tutti i frutti, sia di caprifico che di fico vero, ma mentre nel caprifico gli ovari hanno stilo corto (brevistili) e quindi sono in superficie, ben accessibili per la deposizione delle uova, nel fico vero gli stili lunghissimi rendono da un lato inaccessibili (profondi) i punti di inoculazione, mentre espongono gli stigmi sui quali l'imenottero, finisce per deporre il polline che reca sul proprio corpo, prelevato dagli stami presso l'ostiolo del caprifico.
L'azione nei confronti dei caprifichi permette quindi solo all'imenottero la perpetuazione della propria specie, quella nei confronti dei fichi veri permette solo la riproduzione (produzione dei semi) della pianta del fico.
Il binomio insetto-fico Blastophaga-Ficus carica è una simbiosi mutualmente obbligata, cioè è specie-specifica: da un lato l'insetto sopravvive solo nei frutti del caprifico, e dall'altro la pianta di fico non ha alcuna possibilità di far semi senza l'insetto.
Il termine "vespa" o "insetto impollinatore" non deve ingannare dato che l'animale in argomento, pur appartenendo biologicamente a tali categorie, non punge ed ha dimensioni esigue; ha infatti una lunghezza di due millimetri e mezzo circa, è della dimensione di un moscerino.
Al di fuori della specie Ficus carica occorre precisare che ogni specie di Ficus ha la propria specie di insetto con cui ha costituito un analogo sistema di simbiosi obbligata o quasi obbligata, dato che la condizione che una specie di insetto fecondi due specie di Ficus è piuttosto rara. 
Tra le eccezioni è proprio Ficus carica, che condivide l'impollinatore con Ficus palmata.

## La specie parallela
L'areale di Ficus carica è contiguo a quello di Ficus palmata, più meridionale; le due specie sono botanicamente vicine (ma non uguali), e probabilmente sono state separate geograficamente in tempi relativamente recenti, da una delle ultime glaciazioni, (40 000-100 000 anni fa).
I due areali hanno la maggiore vicinanza, o possibili sovrapposizioni, in Giordania, Siria, Iraq, Iran, Pakistan, dove è possibile che si siano prodotti degli ibridi naturali.

## I frutti

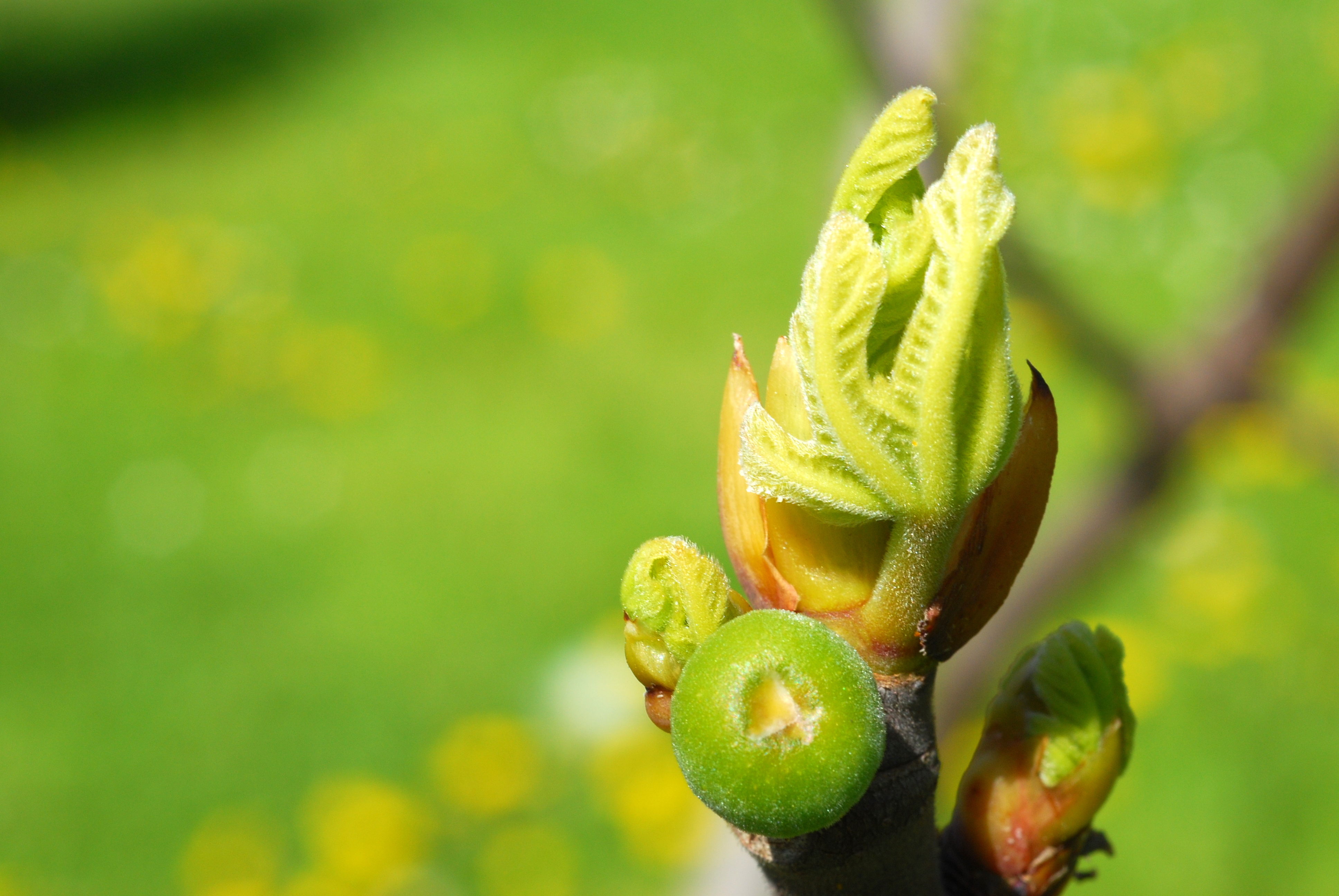
Gemma di Ficus carica

Nel fico commestibile abbiamo tre tipi di siconi che danno, annualmente, distinte fruttificazioni: 
- fioroni, o fichi fioroni che si formano da gemme dell'autunno precedente e maturano alla fine della primavera o all'inizio dell'estate
- fichi, o fòrniti, o pedagnuoli che si formano da gemme in primavera e maturano alla fine dell'estate dello stesso anno.
- cimaruoli prodotti da gemme di sommità prodotte nell'estate e maturano nel tardo autunno. La produzione di cimaruoli è limitata a regioni dove l'estate è molto lunga ed il clima particolarmente caldo; spesso è incompleta o insoddisfacente.

Esistono varietà che producono solo fioroni, e spesso anche la varietà è per estensione nominata "fiorone"; altre producono solo fòrniti; altre producono entrambe, ma di norma con una delle due fruttificazioni di maggior rilievo come qualità o quantità e una seconda di rilievo minore. Le varietà con tripla fruttificazione sono pochissime, e la terza fruttificazione è di norma irrilevante. 
Per ovvi motivi di clima, di norma i "fòrniti" hanno con maggiore facilità le caratteristiche di eccellente succosità e dolcezza; i fioroni per contro hanno il pregio di essere di precoce maturazione.
Il caprifico sviluppa tre tipi di siconi: 
- mamme o cratiri contengono solo fiori femminili brevistili, si formano in autunno e maturano a fine primavera
- profichi con fiori maschili e femminili, si formano, sullo stesso ramo delle mamme, in primavera e maturano in estate
- mammoni con fiori maschili e femminili longistili, si sviluppano in estate e maturano in autunno

I frutti del caprifico sono coriacei, non dolci, non succulenti e pur se non tossici, sono praticamente immangiabili. A parte ciò, molto probabilmente se colonizzati dalla Blastophaga, contengono le larve della stessa nelle galle all'interno del frutto.

## Impollinazione e caprificazione
Nel caprifico l'impollinazione avviene mediante l'insetto pronubo Blastophaga psenes (Hymenoptera, Agaonidae) secondo il seguente schema:
- in autunno l'insetto depone le proprie uova nelle mamme all'interno dell'ovario dei fiori, dove si schiudono; la schiusa delle uova induce la trasformazione degli ovari in galle, e le larve dell'insetto svernano all'interno delle loro galle.
- in aprile si sviluppano gli insetti adulti dalle galle ed i maschi fecondano le femmine, spesso ancora all'interno delle galle. Fatto ciò i maschi muoiono.
- le femmine fecondate escono quindi all'esterno, attraverso l'ostiolo del siconio, ed entrano nei profichi per la deposizione delle uova.
- entrando nei profichi le femmine perdono le ali, indi depositano le uova negli ovari dei fiori femminili e muoiono
- in circa 2 mesi i siconi dei profichi ingrossano, la nuova generazione di insetti adulti esce e gli insetti si caricano di polline dai fiori maschili con le antere mature, posti vicino all'ostiolo.
- entrano quindi in frutti di caprifico (mammoni) dove depositano le uova, ma anche nei fòrniti dei fichi commestibili, dove effettuano l'impollinazione dei fiori, nei mammoni si ha una nuova generazione, dalla sciamatura autunnale dai "mammoni" le femmine depongono le uova nelle "mamme".

L'impollinazione del fico domestico, per le cultivar che la utilizzano, avviene sempre mediante Blastophaga psenes.
Se interessa la produzione di fichi fecondati l'uomo può favorirne l'impollinazione appendendo dei siconi di caprifico (pieni di imenotteri) sul fico comune.
Tale pratica è detta Caprificazione; si agevola perciò la funzione del Caprifico, (fico capro, cioè fecondatore).
Le femmine di Blastophaga psenes escono, cariche di polline, dai siconi della fioritura primaverile del caprifico e tentano di penetrare attraverso l'ostiolo dei fichi eduli, abbandonando così sugli stigmi degli stili dei fiori i granelli di polline, ma la lunghezza eccessiva dello stilo impedisce loro di portare a termine l'ovodeposizione.
La produzione dei semi, pur accelerando la maturazione e aumentando la dimensione dei siconi eduli, comporta nelle specie partenocarpiche una colorazione rossastra della polpa con un aumento del numero e della consistenza degli acheni (ad esempio, la varietà "Dottato"); per questo motivo per alcuni usi industriali è preferito l'utilizzo di frutti non fecondati; in altri casi sono preferiti invece i frutti fecondati (esempio la varietà "Smirne") nella produzione di fichi secchi, dato che i frutti essiccati di tale varietà conservano morbidezza ed il colore chiaro, ed hanno un gradevole sapore di noce-nocciola, dato dalla polpa dei piccoli semi che sono frantumati quando si mastica il frutto.

## Varietà
La coltivazione del fico si è sviluppata in diverse zone del pianeta, ma naturalmente in maniera significativa solo nei distretti climatici dell'ambiente mediterraneo, caldo ed arido. 
Nel bacino del Mediterraneo oltre all'Italia abbiamo importanti coltivazioni in Turchia, Grecia, Algeria, Spagna, Libia, Marocco, Egitto, Israele, Francia; altri paesi di notevole importanza produttiva sono: Portogallo, Siria, Iran, Iraq, Pakistan, India, Cina, California, Argentina, Australia.
Le varietà coltivate sono innumerevoli citeremo solo alcune varietà italiane:

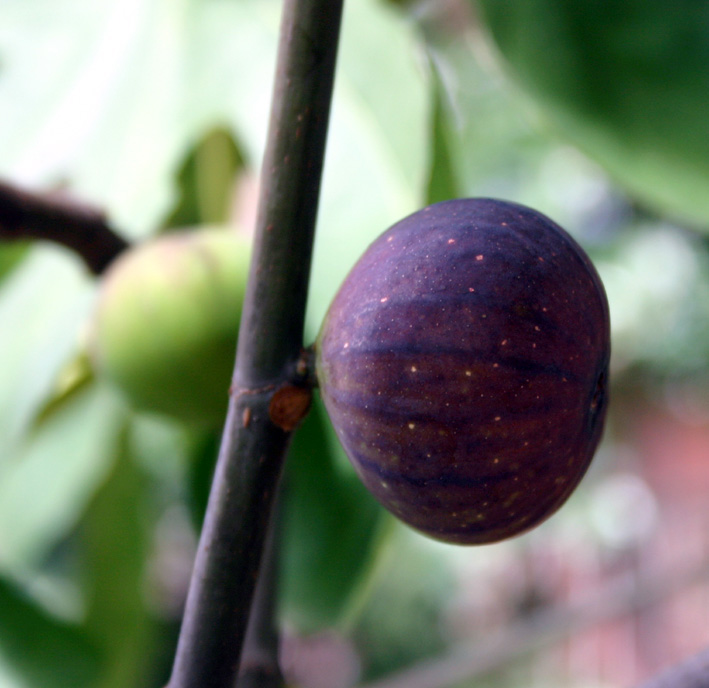
Un brogiotto nero

- Unifere. Producono solo una fruttificazione all'anno:
  - Marchesano
  - Cantano
  - Pazzo
  - Coppa
  - Meloncello
  - Arneo
  - Della penna
  - Brogiotto nero
  - Negretta
  - Pissaluto
  - Verdino
- Bifere. Producono fioroni sui rametti dell'anno precedente e fichi estivi-autunnali su quelli dell'anno:
  - Caprificabili: (maggiormente note come tali):
    - Piombinese
    - Fracazzano
    - Sessune
    - Napoletano

  - Partenocarpiche (maggiormente note come tali):
    - Ottano o Dottato
    - Del Vescovo
    - Portoghese

## Coltivazione
| Posizione                                 | Paese       | Produzione (Tonnellate) |
| ----------------------------------------- | ----------- | ----------------------- |
| 1                                         | Turchia     | 260 508                 |
| 2                                         | Egitto      | 165 483                 |
| 3                                         | Algeria     | 120 187                 |
| 4                                         | Marocco     | 114 770                 |
| 5                                         | Iran        | 75 927                  |
| 6                                         | Siria       | 42 944                  |
| 7                                         | Stati Uniti | 35 072                  |
| 8                                         | Spagna      | 29 993                  |
| 9                                         | Brasile     | 26 233                  |
| 10                                        | Tunisia     | 26 000                  |
|                                           | Mondo       | 1 027 194               |
| Fonte: UN Food & Agriculture Organization |             |                         |

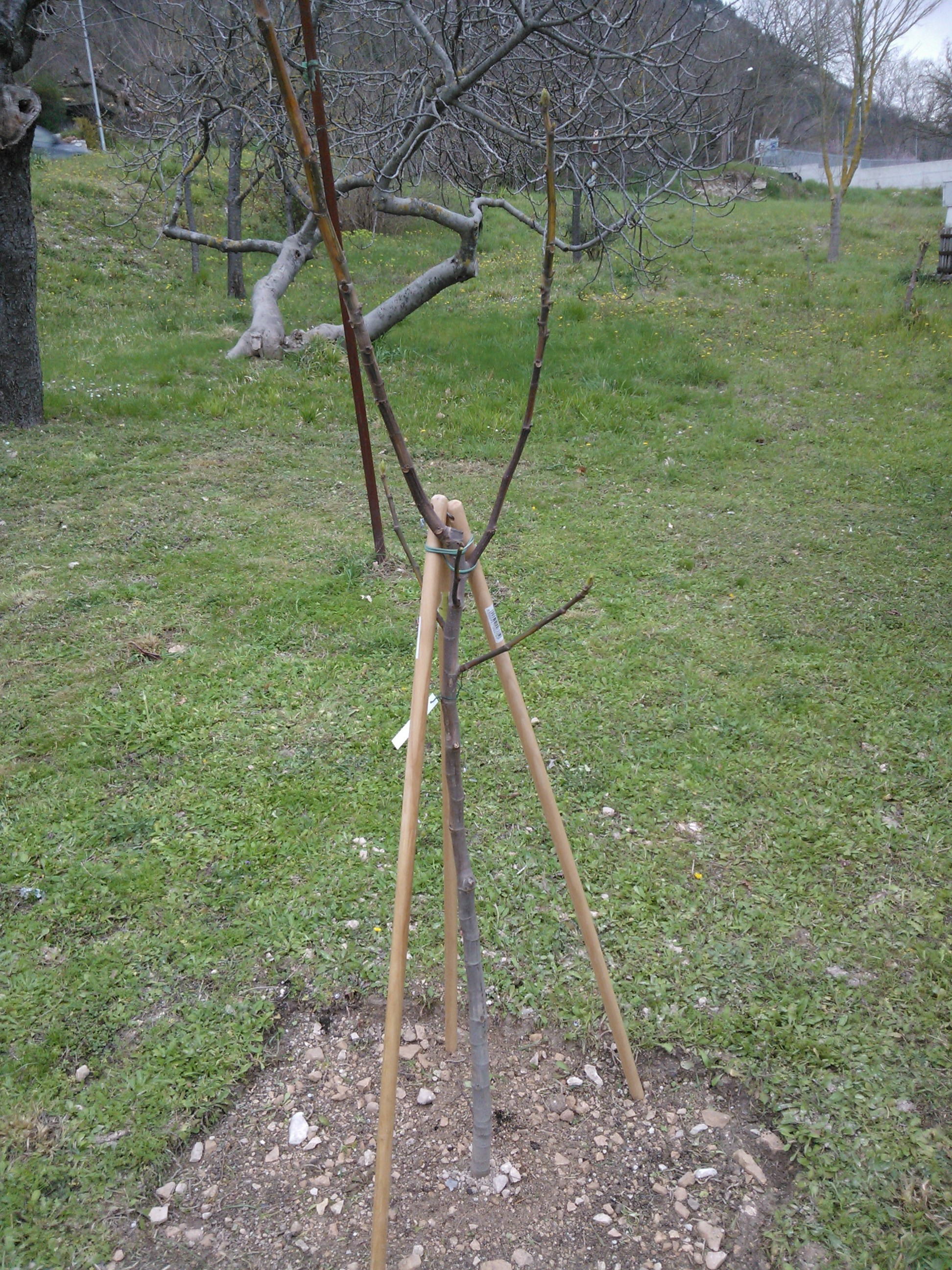
Pianta di fico della varietà Panascè appena messo correttamente a dimora

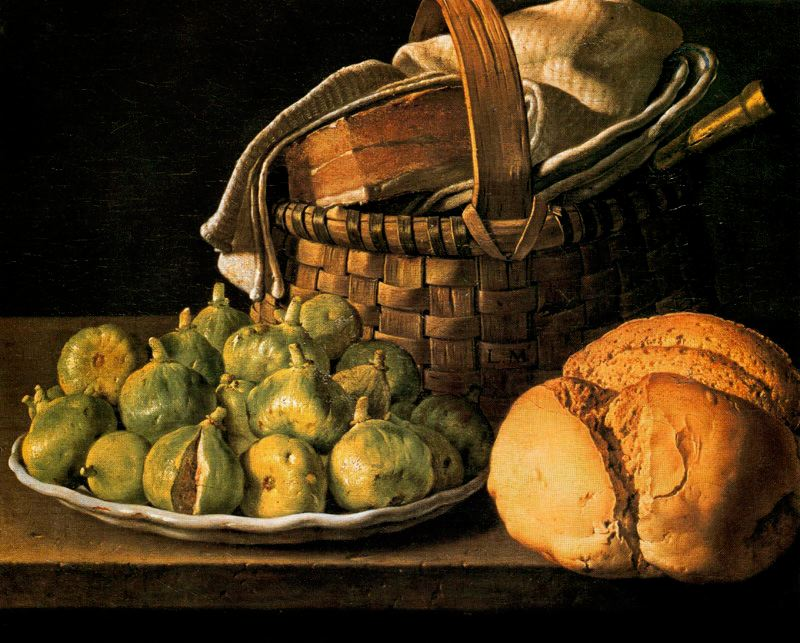
Natura morta con fichi (1760s)
Luis Meléndez

Il Ficus carica gradisce climi caldi non umidi, si adatta a qualunque tipo di terreno purché sciolto e ben drenato, non tollera a lungo temperature inferiori ai −10, −12 °C, è peraltro da considerare che la resistenza al freddo è fortemente condizionata dalla maturazione del legno, cioè dalla trasformazione dei rami succulenti ed erbacei in legno compatto, disidratato e soprattutto ricco di resine ed amidi che sono eccellenti antigelo, (naturalmente tali accumuli, che possono essere determinanti per la resistenza al freddo, si hanno con estese insolazioni estive), enormi differenze si verificano con piante giovani, succulente ed in intensa crescita dovuta ad eccesso di umidità nel suolo, o per eccesso di concimazione, dove danni gravi si possono avere anche a −5°, −8 °C, e piante adulte in siti poveri di acqua e soleggiati, dove queste ultime hanno mostrato resistenze senza gravi problemi a temperature di −17, −18 °C, ma, in casi particolari di ottimale maturazione del legno e suolo ben disidratato, con microclima locale particolarmente favorevole, e per particolari varietà, anche a temperature inferiori.
Nelle regioni mediterranee non è raro incontrare piante di fico sorte su vecchi muri o nelle pareti dei pozzi.
Il legno di fico è particolarmente debole. Non è possibile fare affidamento nell'arrampicata a rami anche di discreta dimensione, dato che questi possono spezzarsi senza "preavviso", lungo lo stelo o alla base, cioè si schiantano di colpo senza scricchiolii. Se ci si arrampica su un albero di fico occorre considerare questa possibilità.
La coltivazione di specie necessitanti la fecondazione da Blastophaga psenes è limitata dalla temperatura di sopravvivenza della stessa, che è di circa −9 °C; in assenza di fecondazione i frutti acerbi cadono e sono detti "caduchi".
In ambienti dove sia assente l'agente fecondatore è praticata la coltivazione delle sole varietà che hanno la caratteristica di maturare i frutti anche se non sono fecondati (detti permanenti o partenocarpici); pressoché la totalità delle varietà coltivate in Italia sono a frutti partenocarpici.
Per quanto riguarda il caldo a +45, +46 °C, o con aridità estrema, la pianta arresta i processi vegetativi e subisce la caduta delle foglie. Le notti calde favoriscono la produzione dei frutti mentre il ristagno di acqua la pregiudica. Dotato di un apparato radicale potente resiste bene alla siccità e ai terreni salsi e incolti, in particolare come apparato radicale di una pianta da clima semidesertico, è particolarmente efficace nella ricerca dell'acqua; le radici sono molto invasive, in un giardino possono penetrare in cisterne, condotti o scantinati.
È una delle poche piante da frutta che resista senza problemi ai venti salini in tutte le fasi vegetative, condizione che l'accomuna al solo Fico d'India; nessun altro fruttifero principale dell'ambiente italiano ha tale condizione.

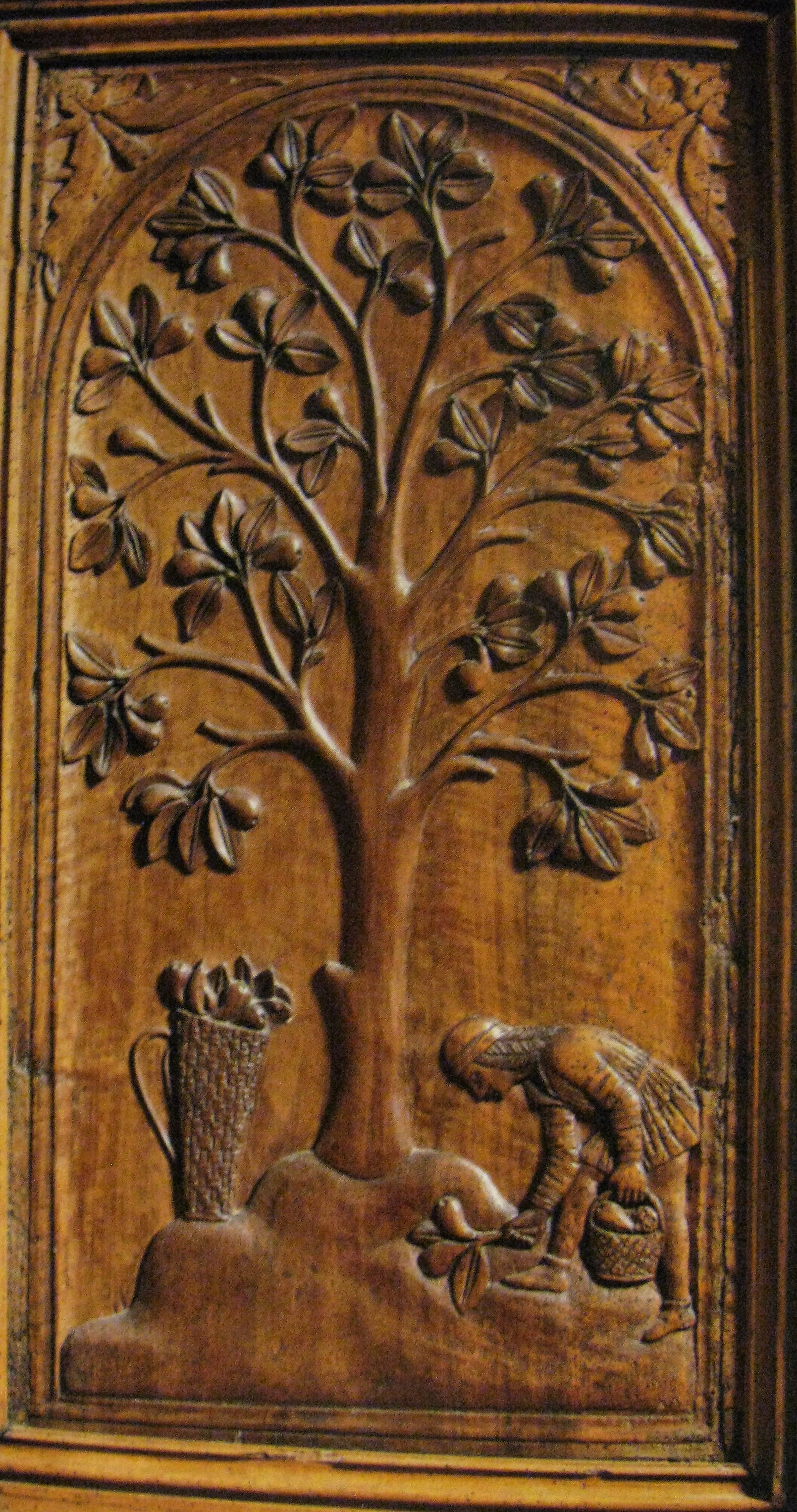
Giovanni Pietro e Giovanni Ambrogio De Donati, La raccolta dei fichi, 1484, stallo del coro della chiesa di San Francesco di Pavia.

Per quanto concerne la potatura, o anche il superamento della stagione invernale, la rimozione delle parti sommitali dei rami, (o il loro danneggiamento da parte del gelo), mentre può non influenzare la sopravvivenza della pianta, elimina o danneggia le gemme mature che produrrebbero i fioroni la successiva estate, e quindi ne compromette la fruttificazione. La conservazione in vita della parte basale permette l'invecchiamento del legno, fatto che rende la pianta più resistente al gelo.
A margine si noti che la condizione migliore per evitare i danni da freddo per una pianta di fico (in condizione estreme per il freddo) è quella (ovvia) di porla in ambiente il più possibile soleggiato, secco, e meno esposto al freddo in modo naturale; il costituire ripari artificiali (teli, coperture, ecc) ha effetto discreto ma limitato, ed a volte controproducente, con protezione eccessiva in determinate condizioni si induce un parziale risveglio vegetativo che rende la pianta in effetti più vulnerabile.
Si concima con sovescio di leguminose, o con concime organico, e con buon apporto di potassio e fosfati; l'eccesso di concimazione è in genere molto negativa, soprattutto in caso d'eccesso di concimazione azotata che privilegia eccessivamente il rigoglio della vegetazione, a scapito della fruttificazione.
La riproduzione per semina è molto agevole, ma è complicata per il fatto che occorre prelevare semi da frutti sicuramente fecondati, cosa comune ad ogni modo nei paesi caldi; è complicata inoltre per i risultati ottenibili dato che, in via di massima, si hanno 50% di probabilità di avere alberi caprifichi e 50% fichi commestibili. Ulteriore complicazione è la presenza di altre caratteristiche indipendenti, come quella della caducità dei frutti non fecondati, ovvero della partenocarpia, maturazione anche senza fecondazione.
Fatto determinante è che al di fuori di tutto il resto la riproduzione per seme semplicemente non assicura la qualità e le caratteristiche dei frutti nella nuova varietà prodotta. Ad ogni modo la riproduzione per seme è l'unica via ovvia per ottenere nuove varietà.
Avendo a disposizione sia alberi di Caprifico che di Fico è possibile praticare una sorta di fecondazione assistita (caprificazione), ponendo i frutti del caprifico, in imminenza della sciamatura degli insetti, presso il fico femmina. La procedura, fondamentalmente semplice, è ovviamente condizionata però dalla conoscenza della complessa fisiologia di fioritura dei siconi. 
Con la stessa conoscenza è relativamente facile la impollinazione artificiale, trasferendo il polline aprendo il frutto di caprifico ed insufflandolo nel frutto del fico femmina.
La moltiplicazione è possibile per talea di ramo maturo (invernale), prelevando gli apici lignificati dei rami (di gran lunga la più usata), per talee legnose a luglio, per innesto (meno usato) a pezza, corona e gemma; in natura il fico tende naturalmente a moltiplicarsi per polloni basali e per propaggine cioè per radicazione dai rami appoggiati al suolo ed in contatto col terriccio, soprattutto se umido. Il prelievo dei polloni basali è un'ulteriore maniera di moltiplicazione, che però non assicura la qualità della fruttificazione se l'albero è innestato. 
La potatura si limita ad interventi invernali di eliminazione di rami mal disposti o danneggiati.
Le Regioni italiane a maggior vocazione produttiva sono Puglia, Campania e Calabria, una produzione significativa proviene anche dall'Abruzzo, Sicilia e Lazio; la Puglia fornisce anche la maggior produzione di fichi secchi. La produttività del fico dipende dai fattori climatici, dall'umidità e dal suolo dove viene coltivato, orientativamente si può stimare che in terreni sciolti, profondi e freschi si possa arrivare a produzioni di 4-5 q per albero, mentre in terreni rocciosi marginali solo a pochi chilogrammi per albero. La produzione comincia dal quinto-ottavo anno di vita della pianta (nata da seme) ed aumenta progressivamente fino al sessantesimo anno di età, quando decresce repentinamente e la pianta muore per necrosi del tessuto legnoso; in tali condizioni la produzione di polloni basali può rendere possibile una ripresa della vegetazione. Da pianta innestata la produzione può iniziare tra il secondo e il terzo anno.
La produzione di fichi freschi è in costante decrescita, fatto dovuto all'affermazione dei sistemi di grande distribuzione alimentare che mal tollerano un frutto delicato alla raccolta, e di difficile conservazione come il fico. La coltivazione è invece in aumento in orti domestici, dove anche con scarse cure da applicare all'albero si hanno comunque disponibilità di frutti eccellenti per l'immediato consumo.
Il caprifico (ficoraccia) è stato utilizzato storicamente nel territorio laziale come segnalazione di pericolo presso le aperture dei pozzi dei cunicoli di drenaggio, tipici delle zone del parco regionale di Veio che, essendo disseminati nelle vallate allo scopo di drenare le acque meteoriche, costituiscono ancora oggi pericoli per le persone e per gli animali da allevamento. La pianta della ficoraccia è stata inoltre piantata in terreni adibiti a pascolo privi di zone d'ombra allo scopo di fornire riparo dal sole estivo alle persone ed agli animali nei pascoli.

## Fico secco

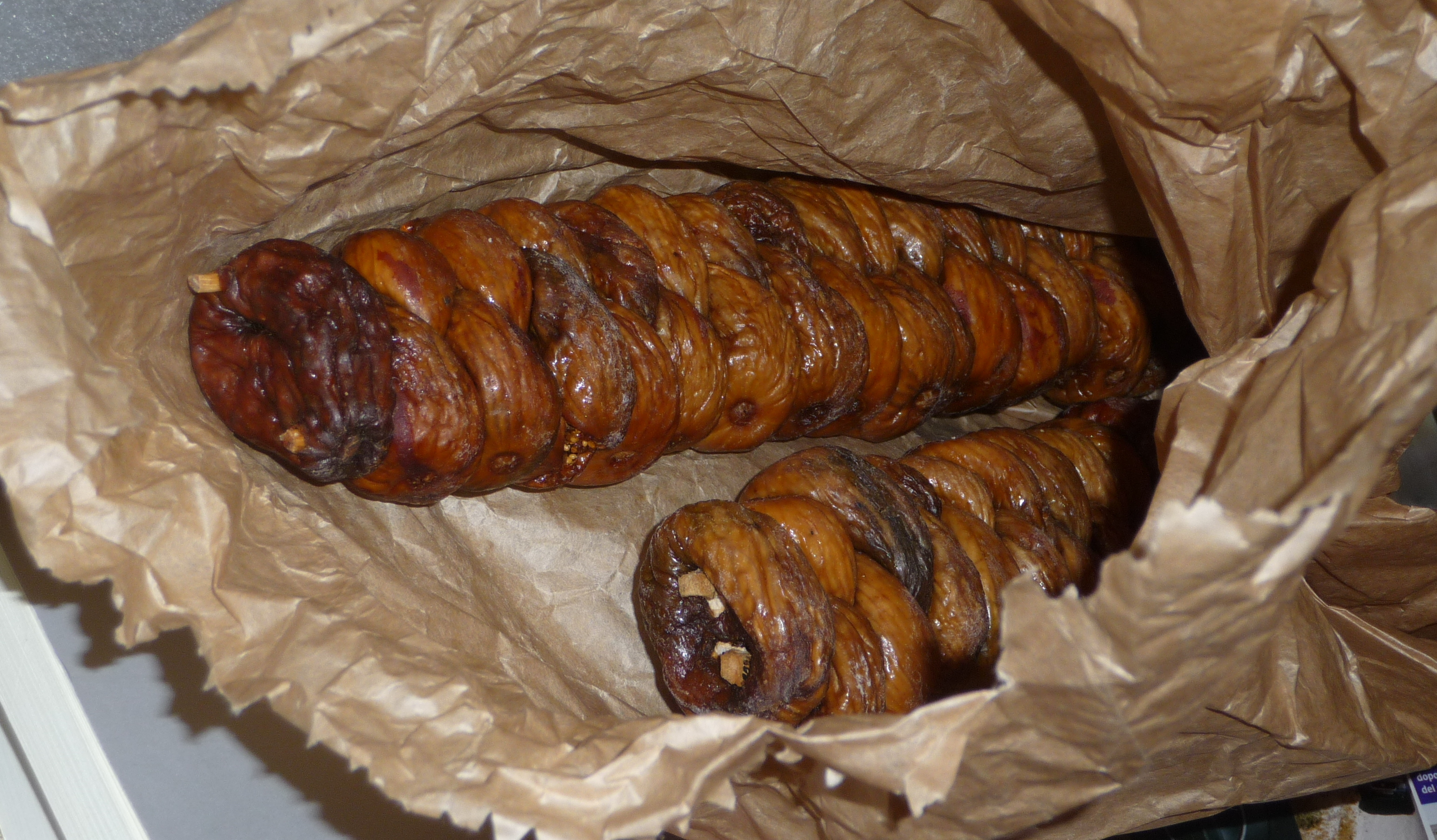
"Schiocca" di fichi secchi calabresi: si noti l'infilzatura dei pezzi

Il fico secco è il sicono (frutto) raccolto in piena maturazione e fatto essiccare al sole con trattamenti chimici o fisici di disinfestazione.
In Italia la maggior parte della produzione viene dalle regioni meridionali, in special modo da Abruzzo, Calabria, Campania, Puglia, Sicilia.
Si segnala in Toscana la produzione dei Fichi secchi di Carmignano, in Provincia di Prato, mentre nelle Marche esiste il Lonzino di Fichi.
È in evidenza la produzione del Fico bianco del Cilento su cui si estende la Denominazione di Origine Protetta.
In Abruzzo è famoso il fico reale di Atessa, una varietà nera ,detta "turca"; su questa produzione addirittura Roberto d’Angiò nel 1320 impose delle gabelle sui fichi secchi prodotti ad Atessa e commercializzati via mare. Nella “Descrizione del Regno delle due Sicilie” di G. Del Re (1835), si ribadisce che gli alberi producono frutti copiosi che “…oltre il consumo interno ne vendono una parte alle genti di montagna, ne imbarcano un’altra per la Dalmazia, Fiume, Trieste, Venezia, e ne traggono circa 15000 ducati l’anno”.
La raccolta avviene in più riprese, secondo la varietà e la stagione, in Italia si preferiscono le varietà partenocarpiche per la polpa chiara, con acheni in minor numero e di consistenza più morbida.
La produzione del fico secco prevede fasi successive di lavorazione, che si possono riassumere come segue:
1. raccolta dei frutti asciutti con il peduncolo, completamente maturi e tutti allo stesso grado di maturazione, separando i fichi bianchi da quelli colorati;
2. sbiancatura dei fichi bianchi con un trattamento ai vapori di zolfo per una ventina di minuti;
3. esposizione dei fichi al sole su cannicci puliti, evitando il contatto tra i frutti e tenendo l'occhio del sicono verso l'alto fino alla completa coagulazione del succo interno
4. Durante l'essiccazione i fichi vanno periodicamente rivoltati, con frequenza quotidiana, per variare l'esposizione ai fattori esterni e garantire un disseccamento omogeneo e graduale, eliminando quelli piccoli o macchiati e comprimendo quelli rigonfi per eliminare le sacche d'aria
5. durante l'essiccamento i fichi vanno protetti dalle impurità e dalle ovideposizioni delle femmine di Efestia (Ephestia cautella)
6. a essiccamento avvenuto, disinfestazione dei fichi secchi per due ore in autoclave sottovuoto usando bromuro di metile. Nelle produzioni artigianali si immergono i fichi in acqua di mare bollente (o soluzione salina di cloruro di sodio), per circa due minuti.

Per un essiccamento ottimale la perdita d'acqua deve raggiungere il 30-35%.
In Italia, per la produzione di fichi secchi vengono usate le varietà Fico dottato, Brogiotto, Pissalutto, Farà, ecc.
In Turchia, uno dei maggiori produttori mondiali di fichi secchi, viene principalmente usata la varietà Fico di Smirne, che è per definizione un fico caduco, cioè che giunge a maturazione senza cadere solo se viene fecondato.
Generalmente, i contadini usano un sistema tradizionale naturale di preparazione dei fichi secchi che non prevede il trattamento con altre sostanze per garantirne la conservazione. I fichi vengono esposti al sole così come raccolti, su graticci o tavole di legno; spesso si coprono con reticelle bianche per evitare il contatto con mosche e altri insetti; le grate e le tavole con sopra i fichi vengono ritirate e messe al coperto sotto una tettoia, ogni sera o in caso di pioggia, ciò per evitare che la pioggia o la rugiada notturna bagnino i fichi allungando il periodo di essiccazione; i fichi vengono riesposti al sole il mattino seguente. Talvolta il fico viene aperto in due metà dal lato del peduncolo per favorirne l'essiccazione e ottenere le cosiddette coppie, che non sono altro che due mezzi fichi secchi uniti. Quando i fichi sono appassiti del tutto e hanno perduto la loro umidità diventando dolcissimi, vengono passati al forno a legna non troppo caldo, disposti su graticci fatti con canne o con polloni di ulivo coperti con foglie fresche di fico; appena il colore dei fichi diventa dorato, si tolgono dal forno e si conservano in madie di legno, per essere consumati durante l'inverno. Se tutte le procedure sono state eseguite correttamente i fichi si conservano perfettamente fino a primavera, lasciando col tempo apparire in superficie una patina bianca zuccherina e diventando morbidi e succulenti. Talvolta, si mettono nel forno, insieme ai fichi, anche foglie di alloro e semi di finocchietto selvatico affinché il fico venga aromatizzato col profumo di tali piante. Le "coppie" di fichi, prima di essere infornate, possono essere farcite con mandorle, gherigli di noci, bucce d'arancia, ecc. I fichi secchi, singoli o in "coppie" (farcite o meno), possono anche essere impilati (cosiddetti fichi impaccati), a mo' di spiedini, in stecchi secchi (o coppie di stecchi) di Ampelodesmos mauritanicus, sui versanti tirrenici d'Italia su cui questa pianta estende il suo areale.

### Considerazioni sanitarie
Per quanto tecnicamente sia possibile, in determinate annate favorevoli, l'essiccazione artigianale dei fichi in diverse località italiane anche del Centro-Nord è consigliata solo se si conoscono le condizioni necessarie e le tradizionali pratiche per realizzarla; di norma al Nord, o in ambiente fresco e umido, l'essiccazione è problematica.
In clima non adatto, o in condizioni igieniche inadeguate, possono svilupparsi sui frutti muffe da Aspergillus flavus, che producono aflatossine, note per essere uno dei più potenti cancerogeni conosciuti, oltre che notevolmente tossiche (l'intossicazione da aflatossine è possibile, peraltro, su diversi prodotti alimentari).
Nella produzione professionale e industriale, praticata in ambiente protetto e in condizioni ottimali, i frutti essiccati sono controllati mediante illuminazione con lampada di Wood: i frutti infestati, che manifestano intensa fluorescenza alla luce ultravioletta, possono essere immediatamente individuati ed eliminati.
Le foglie e le gemme del fico possono essere molto irritanti, se ci si addentra nella chioma di un albero con clima caldo e soprattutto soleggiato, è consigliabile indossare camicie a maniche lunghe, ed in caso di irritazione è sufficiente evitare la successiva esposizione al sole, e risciacquare con acqua la parte irritata.

## Usi non alimentari
Il lattice di fico è stato usato in passato per far cagliare il latte nella produzione di formaggi artigianali e spesso veniva aggiunto al tuorlo d'uovo nella preparazione del legante per la tempera all'uovo, come riportato da Cennino Cennini nel suo celebre trattato.

## Proprietà medicinali
- Gemme fresche: l'attività è da attribuirsi agli enzimi digestivi contenuti; regolarizza la motilità e la secrezione gastroduodenale, soprattutto in soggetti con reazioni psicosomatiche a livello gastrointestinale.
- Foglie: raccolte da maggio ad agosto e fatte essiccare lentamente, contengono furocumarine, bergaptene, psoralene, cumarine, lattice; hanno proprietà emmenagoghe, antinfiammatorie, espettoranti e digestive; le furocumarine possono creare problemi con fenomeni di fotosensibilizzazione.
- Frutti immaturi, parti verdi e giovani rametti: il lattice che sgorga dai tagli contiene amilasi e proteasi, viene applicato per uso esterno per eliminare calli e verruche, per l'azione caustica e proteolitica; va usato con cautela: è ustionante ed irritante per la pelle; è pericolosa l'applicazione su grandi superfici, ed è molto pericolosa la esposizione delle superfici, trattate e quindi irritate, alla radiazione solare.
- Frutti freschi: assunti in quantità hanno un effetto lassativo.
- Frutti essiccati: ricchi di vitamine A e B, proteine, zuccheri, e sali minerali (potassio, magnesio, calcio) hanno proprietà emollienti, espettoranti e lassative.

Anche le foglie hanno in parte caratteristiche irritative per il contatto di sfregamento con la pelle. La sensibilizzazione è enfatizzata dal calore e dalla esposizione ai raggi ultravioletti, soprattutto in soggetti predisposti; la irritazione è neutralizzata da semplice risciacquo con acqua e permanenza lontano dall'irraggiamento solare, anche indiretto, per qualche ora.
È diffusa la credenza che il lattice del fico aiuti ad abbronzarsi. L'applicazione estesa di lattice di fico sulla pelle, e successiva esposizione di questa alla luce solare intensa, comporta invece lesioni cellulari pericolose, ed ustioni, anche gravi.

## Malattie e parassitosi
- Insetti:
  - Emitteri:
    - Bianca rossa (Chrysomphalus dictyospermi): attacca in numerose colonie rami, frutti e foglie, insediandosi lungo le nervature della pagina inferiore delle foglie causandone il disseccamento e la caduta.
    - Ceroplaste (Ceroplastes rusci): provoca gravi deperimenti di rametti e foglie con vistosi cali produttivi.
    - Cocciniglia a barchetta (Eulecanium persicae): infesta le parti meno soleggiate della chioma, disponendosi in lunghe file lungo i rami.
    - La cocciniglia ostreiforme (Quadraspidiotus ostraeformis) e la cocciniglia rossa (Aonidiella aurantii): attaccano i rami e il tronco.
    - Cocciniglia di S. Josè (Quadraspidiotus perniciosus): infesta tutte le parti della pianta con una predilezione per frutti, rami e tronchi, che ricopre con una crosta fittissima di scudetti; le sue punture provocano macchiolione rossastre sulla parte colpita, malformazioni nei frutti e un progressivo deperimento della pianta.
    - Cocciniglia a virgola rappresentata da due specie dello stesso genere, la (Mytilococcus conchiformis) e la (M. ficifoliae): la prima attacca i rametti, la seconda le foglie.
    - Psilla (Homotoma ficus): in primavera le larve attaccano le gemme, successivamente le foglie nella pagina inferiore vicino alle nervature, normalmente non provoca danni rilevanti.

  - Lepidotteri:
    - Efestia (Ephestia cautella): temibilissimo per la produzione di fichi seccati, le larve rodono l'interno del frutto riempiendolo di escrementi, la femmina depone le uova sui fichi che cominciano a seccare sull'albero o sui frutti esposti al sole per completare l'essiccamento.
    - Tignola (Simaethis nemorana): le larve neonate rodono le foglie lasciando intatte le sole nervatura, la seconda generazione di larve può attaccare anche i frutti.

  - Coleotteri:
    - Bostrico (Sinoxylon sex-dentatum): le larve e gli adulti scavano gallerie dirette in tutti i sensi interessando l'intero spessore dei rametti che possono facilmente spezzarsi.
    - Carpofilo (Carpophilus hemipterus): erode e danneggia i frutti essiccati.
    - Esperofane cinerino (Hesperophanes cinereus): le larve per 2-3 anni scavano profonde gallerie nel legno, le femmine ovidepongono su rami malati o legno esposto.
    - Ipoboro (Hypoborus ficus): gli insetti adulti scavano gallerie trasversali nel legno e nel cambio, mentre le larve scavano profonde gallerie perpendicolari, arrivando con azione sinergica ad interessare tutto il cilindro centrale con disseccamento e caduta della corteccia, vengono attaccati preferibilmente i rami deperiti o morti non tempestivamente eliminati con la potatura.
    - Pogonocero ispido (Pogonochaerus hispidus): la larva scava gallerie tortuose sotto la corteccia e nel legno, la femmina depone le uova sulla corteccia di rami vecchi e deperiti.
    - Coleottero cerambicide (Psacothea hilaris): la larva scava gallerie all'interno del tronco portando con il tempo a morte la pianta[9]
    - Punteruolo nero del fico (Aclees taiwanensis): insetto fitofago la cui larva si nutre delle radici e l'adulto scava gallerie all'interno del tronco portando con il tempo a morte la pianta.
    - Xylotrechus (Xylotrechus smei).

  - Ditteri:
    - Mosca mediterranea (Ceratitis capitata): le larve attaccano la polpa del frutto distruggendola, successivamente il frutto marcisce e cade.
- Funghi:
  - Antracnosi (Ascochyta caricae): provoca sulle foglie tacche bruno-rossastre arrotondate o allungate lungo le nervature e al cui centro i tessuti disseccano e compaiono i picnidi.
  - Brusone fogliare (Phyllosticta sycophila): provoca sulle foglie attaccate delle tacche color ocra al centro, bruno-rossastre ai margini esterni; le macchie confluendo in larghe chiazze secche provoca lacerazioni, accartocciamento e caduta delle foglie.
  - Cancro del tronco (Phomopsis cinerascens): attacca in seguito a una ferita non disinfettata, soprattutto il tronco e le branche madri impiegando 2-3 anni per formare il cancro, l'alterazione inizia con una zona depressa che lentamente si allarga fino a circondare tutto il tronco.
  - Colletotricosi (Colletotrichum caricae): provoca marcescenza e la caduta dei frutti immaturi, che dapprima mostrano tacche depresse e isolate confluenti successivamente in chiazze brune al centro più chiare in periferia.
  - Marciume (Botrytis cinerea): provoca la mummificazione dei frutti e il disseccamento dei rametti, si conserva da un anno all'altro svernando sui frutti mummificati rimasti sulla pianta e sui rametti morti, non tempestivamente rimossi e distrutti.
  - Vaiolatura (Cercospora bolleana): provoca macchie olivacee sulle nervature delle foglie, macchie che confluiscono formando grandi chiazze brunastre con accartocciamento e caduta delle foglie.
  - Ruggine (Uredo fici): attacca le foglie provocando sulla pagina superiore delle macchie gialle e in corrispondenza sulla pagina inferiore i sori giallo-bruni, determina la caduta prematura delle foglie e ritardo della maturazione dei frutti.
- Batteri:
  - Mal secco (Bacterium fici): a seguito dell'infezione batterica il tronco diventa di colore bruno, i rami anneriscono disseccano emettendo a volte un liquido viscoso. D'estate colpisce anche le foglie che presentano in un primo momento macchie decolorate che diventano nerastre, con disseccamento e frantumazione dei tessuti.
- Virus:
  - Mosaico: il virus attacca foglie, frutti e rametti; le foglie presentano aree di varie dimensioni giallognole e decolorate, segue la necrosi delle aree internervali o solo delle nervature con evidenti malformazioni; i frutti colpiti presentano malformazioni e caduta precoce; il vettore principale del virus è l'eriofide Aceria ficus.

La maggior parte delle affezioni patogene del fico si evita ponendolo in condizioni vitali ottimali di irraggiamento solare e di suolo, evitando eccessi di umidità.

## Fichi con marchio
- Fichi secchi di Carmignano (PAT) - Italia
- Fichi di Cosenza (DOP) - Italia
- Fico bianco del Cilento (DOP) - Italia
- Figue de Solliés (DOP) - Francia
- Xira syka Taxiarchi (Ξηρά σύκα Ταξιάρχη) (DOP) - Grecia